# ای پی ای-۶
ای پی ای-۶ (به انگلیسی: 6-APA) با فرمول شیمیایی C8H12N2O3S یک ترکیب شیمیایی با شناسه پاب‌کم 16402 است. که جرم مولی آن ۲۱۶٫۲۵ گرم بر مول می‌باشد. 